# 钱江五桥
钱江五桥，又名袁浦大桥，是杭州市一座跨钱塘江公路桥梁，位于杭州绕城公路南线，地处三江口(钱塘江、富春江、浦阳江)附近。五桥是钱塘江惟一的弧形弯桥。弧的圆心在下游，半径1100米。

## 简介
2000年12月开工，2003年底通车。全长3126米，双向四车道。大桥西北侧是西湖区双浦镇，东南侧是萧山区义桥镇。大桥得名于双浦镇的袁浦村（今袁浦社区）。
五桥的建成使123公里的杭州绕城高速公路全线成环，也完成了杭州市“交通西进”工程中的“一绕”。原来需穿越杭州市区过境的车辆可直接走环线，极大地缓解了杭州市区的交通压力。